# Jacek Neumann
Jacek Neumann (ur. 7 września 1960 w Ostródzie) – polski duchowny katolicki diecezji elbląskiej, profesor nauk teologicznych.

## Życiorys
Urodził się w Ostródzie w rodzinie Alojzego i Marianny z domu Filipiak. W 1979 uzyskał maturę w Liceum Ogólnokształcącym w Ostródzie. W tym samym roku został przyjęty do seminarium duchownego „Hosianum” w Olsztynie. Święcenia kapłańskie otrzymał 15 czerwca 1985 w Olsztynie z rąk biskupa warmińskiego Jana Obłąka.
W latach 1985–1993 był wikariuszem parafii św. Mikołaja w Elblągu. W latach 1993–1995 był duszpasterzem w Niemczech oraz studiował na Wydziale Teologicznym Uniwersytetu w Moguncji. Od 1995 kontynuował studia na Akademii Teologii Katolickiej w Warszawie. Nauczał języka niemieckiego w Wyższym Seminarium Duchownym w Elblągu, wykładał także w seminarium w Pieniężnie i w Wyższej Szkole im. B. Jańskiego w Elblągu. W latach 1985–1993 był proboszczem parafii w Kwietniewie oraz kustoszem w sanktuarium św. Wojciecha w Świętym Gaju. W latach 1999–2000 sprawował ponownie posługę duszpasterską w Niemczech, w Maria Versperbild w diecezji augsburskiej.
13 grudnia 1999 uzyskał stopień doktora z teologii biblijno-pastoralnej na Uniwersytecie Kardynała Stefana Wyszyńskiego w Warszawie na podstawie rozprawy Nowotestamentalne orędzie o Królestwie Bożym w ujęciu pastoralnym. W latach 2000–2003 studiował na Uniwersytecie św. Tomasza z Akwinu w Rzymie. W latach 2003–2005 przebywał na stypendium American Educational Scholarship. W latach 2005–2006 przebywał na stypendium naukowym Cotignac we Francji, w latach 2006–2007 przebywał na stypendium naukowym w Austrii.
1 czerwca 2007 uzyskał stopień doktora habilitowanego nauk teologicznych na Katolickim Uniwersytecie w Rużomberku na Słowacji. 12 marca 2015 otrzymał z rąk prezydenta Republiki Słowacji tytuł profesora nauk teologicznych.